# 邙岭路街道
邙岭路街道，是中华人民共和国河南省洛陽市西工区下辖的一个乡镇级行政单位。

## 行政区划
邙岭路街道下辖以下地区：
中建社区、黎明社区和石油路社区。